# Обединен богословски факултет
След политическите промени в България през 1989 г. Обединените евангелски църкви в България откриват Библейска академия „Логос“, която подготвя свещенослужители и работници в църквите и организациите на всички евангелски протестантски деноминации.
През август 1990 г. Библейска Академия „Логос“ започва официално да провежда библейски курсове в цялата страна в задочна форма на обучение. Първият декан на БА „Логос“ е д-р Майкъл Джонсън, мисионер от BEE International и един от основателите на академията. До 1992 г. повече от 200 църковни водачи и служители са преминали обучение по програмата на БА Логос. Обучението се провежда в над 15 града в страната. От началото на 1992 г. стартира редовната програма на обучение на БА Логос, в която се обучават студенти основно от петте деноминации – Евангелски баптистки църкви, Евангелски съборни църкви, Евангелски петдесятни църкви, Епископални методистки църкви и Български божии църкви, както и от други новосформирани църкви. От 1992 до 1994 г. учебните занятия се провеждат в един апартамент срещу Централния софийски затвор. През 1994 г. редовната програма се премества в сграда в кв. Княжево, която е пригодена за провеждане на образователен процес, с капацитет да обучава едновременно над 35 студенти в редовната програма. През 1999 г. Академията става част от Висшия евангелски богословски институт под името Обединен богословски факултет. Висшият евангелски богословски институт е частен, неправителствен институт, открит през юни 1999 г. по предложение на Министерски съвет на Република България за откриване на общоевангелско висше учебно заведение. Факултетът е основан от Съюза на Евангелските баптистки църкви, Съюза на Евангелските съборни църкви и Епископалните методистки църкви, но Обединен богословски факултет е надденоминационен и обучава представители и на други деноминации в България и чужбина. Освен представители на евангелските църкви Обединения богословски факултет вече отваря врати и за студенти, които не са част от евангелската общност в България и чужбина. Обединеният богословски факултет развива много добра бакалавърска програма и магистърска програма по Библейски тълкуване.